# Valet (menuiserie)
Pour les articles homonymes, voir Valet.

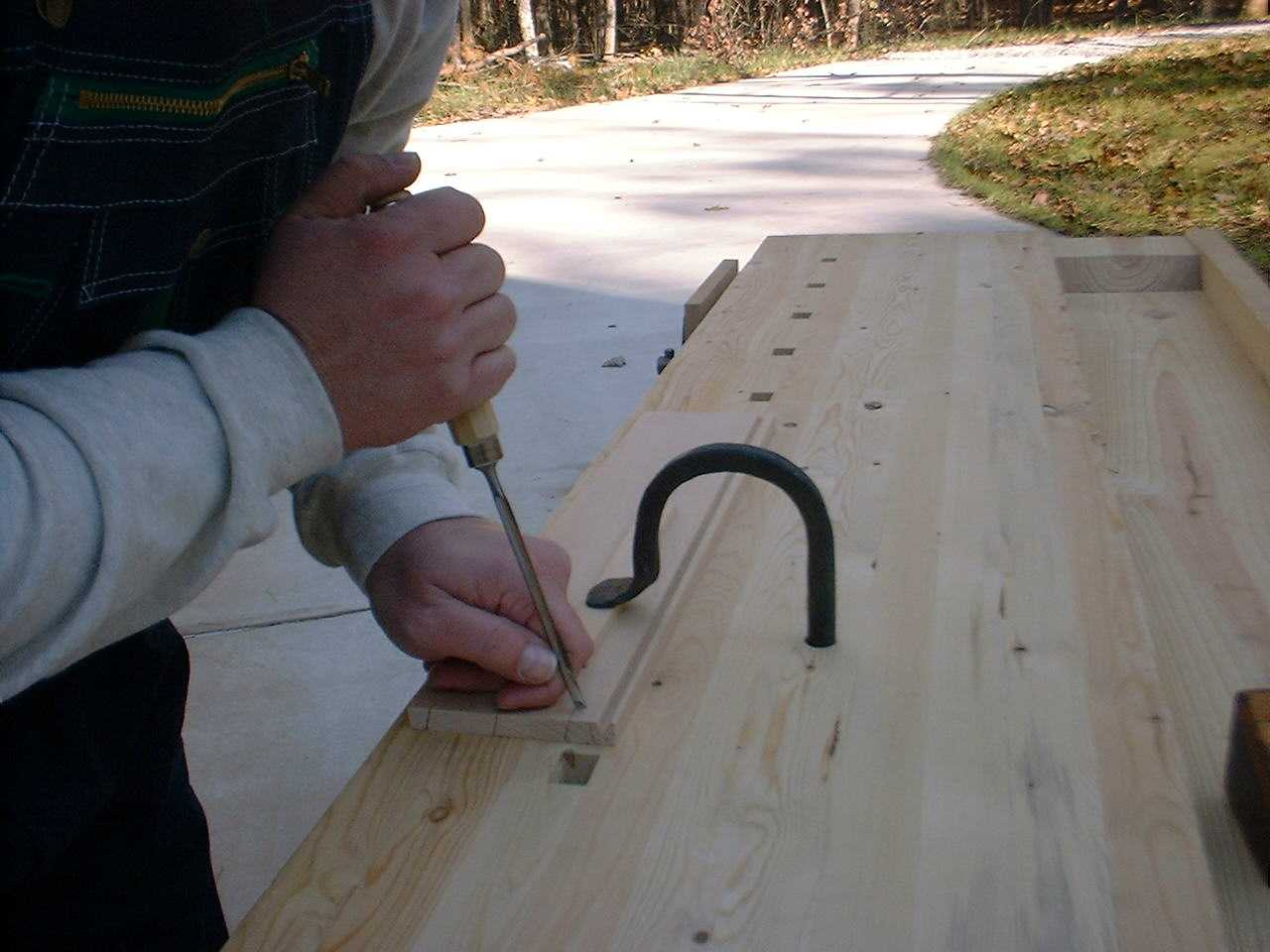
Valet maintenant une planche sur un établi.

Un valet de menuisier est une pièce métallique en forme de « L » que l'on insère dans un trou prévu à cet effet dans un établi de menuisier et servant à bloquer une pièce en bois à la manière d'un serre-joint, lors des travaux de sculpture par exemple.

## Histoire
D'après une fresque découverte dans les ruines d'Herculanum, on sait que les valets sont utilisés depuis au moins le premier siècle de l’ère chrétienne. Ils sont également décrits et illustrés dans les premiers ouvrages européens sur le travail du bois, tels que le Mechanick Exercises de Joseph Moxon (1678) et L'Art du Menuisier d'André-Jacob Roubo (1774),. Le terme est utilisé depuis au moins le XVIe siècle. L'utilisation a décliné tout au long du XXe siècle, mais a connu une résurgence ces dernières années.

## Utilisation
Le valet le plus simple est le valet à frapper. On s'en sert surtout pour travailler sur le plateau de l’établi et également pour immobiliser les pièces de grande longueur quand la presse d'établi n'a pas d'utilité. 
Les valets plus élaborés sont les valets à serrage rapide avec une poignée.

## Autres

Devise du blason de la ville du Val : D'azur au valet de menuisier d'argent. (D'Hozier, de Bresc).

La ville du Val, dans le Var, emploie un valet de menuiserie sur son ancien blason.

## Galerie

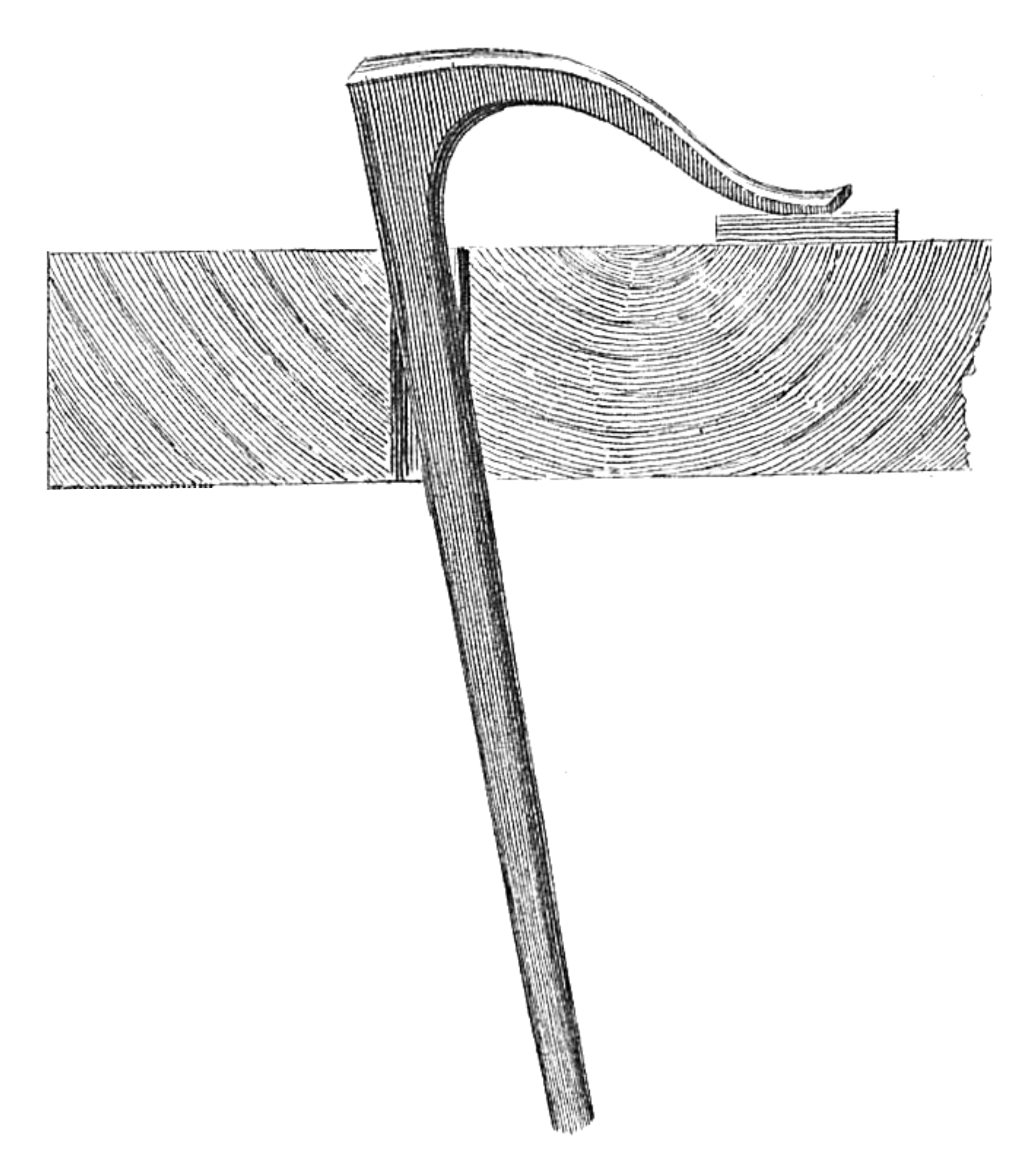
Illustration de L'Art du Menuisier (1769) montrant comment le valet est fixé dans le trou de l'établi.
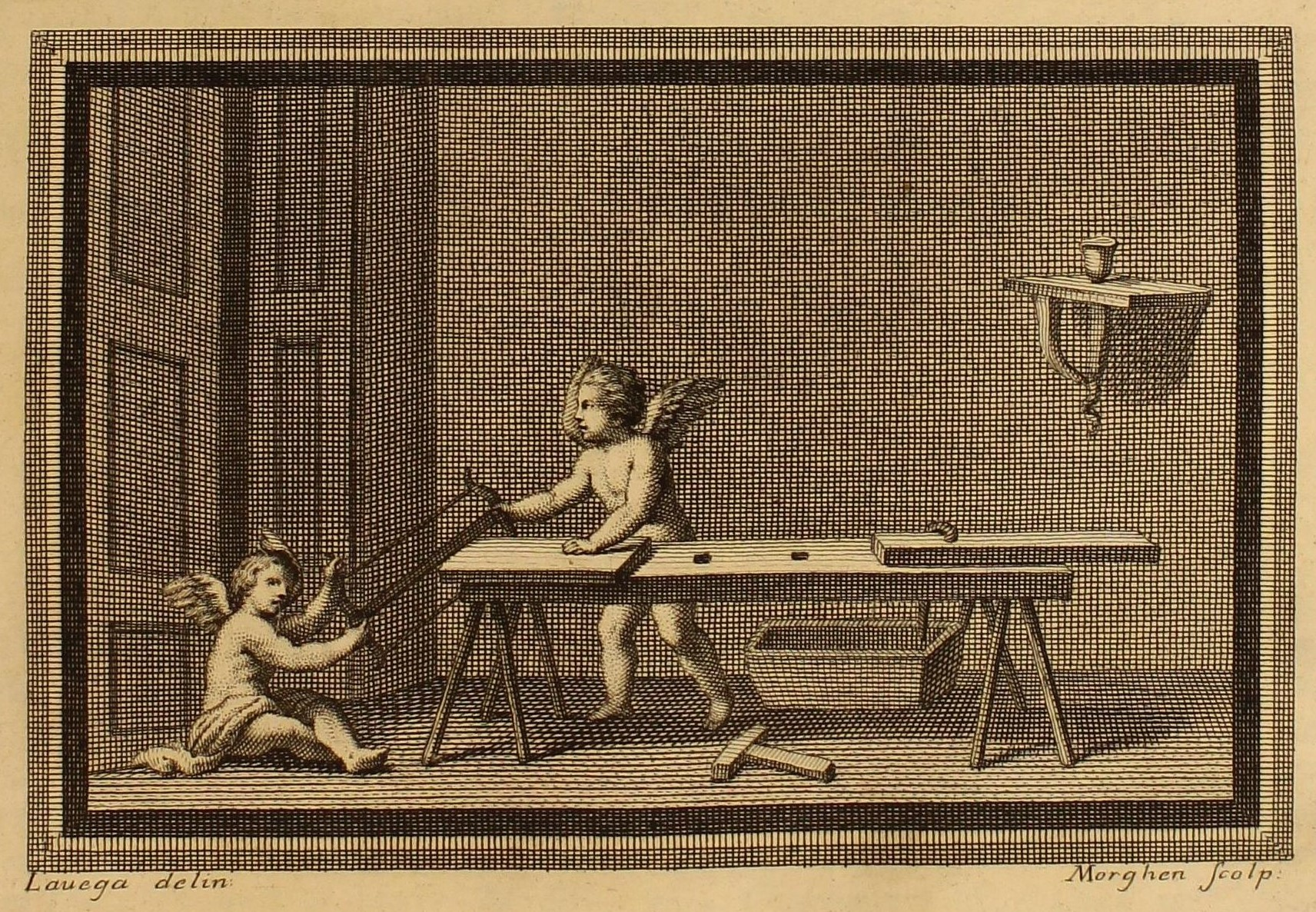
Établi romain avec un valet, d'après une fresque du Ier siècle apr. J.-C. des ruines d'Herculanum.
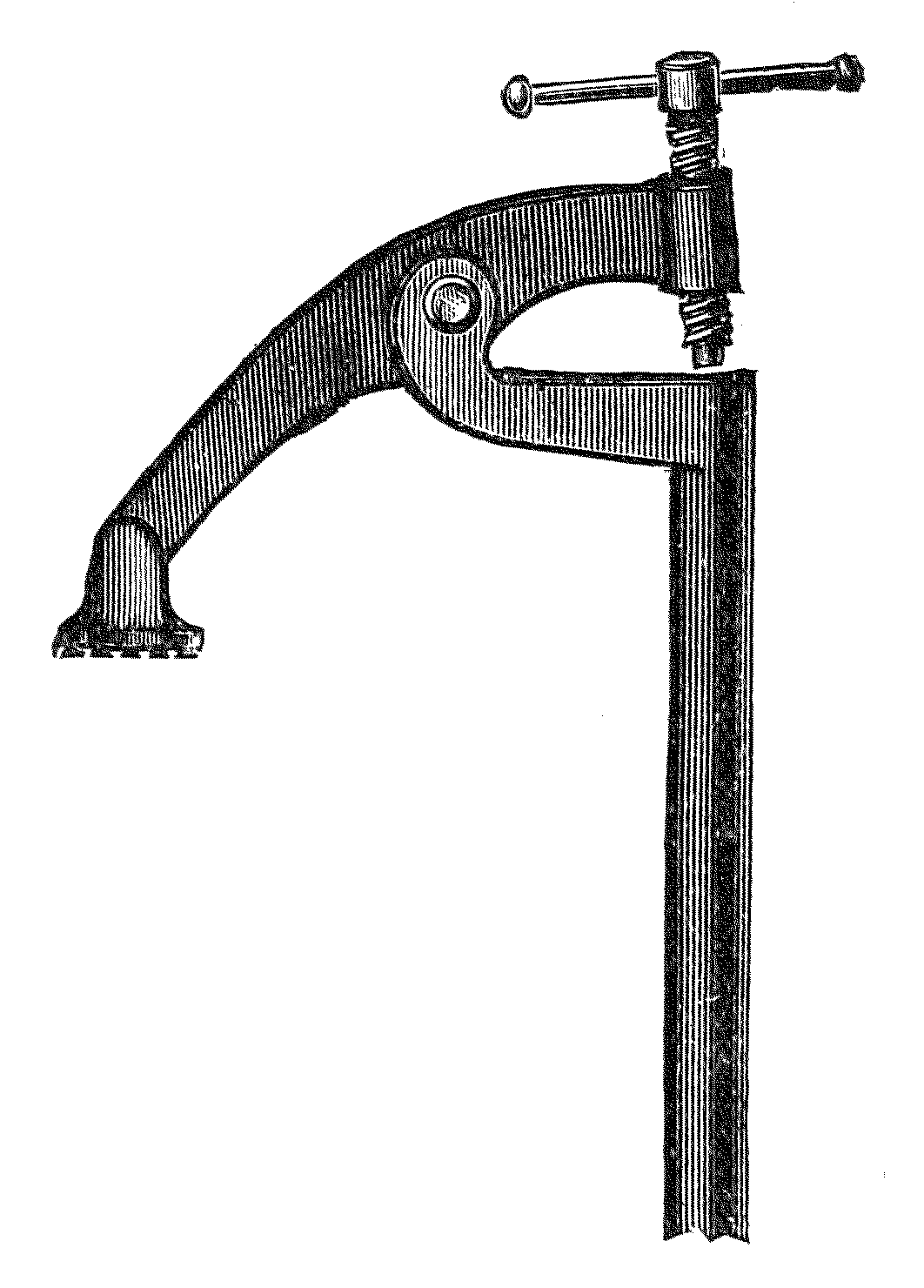
Illustration d'un valet à vis, tirée de Carpentry and Joinery de Cassell (1907).
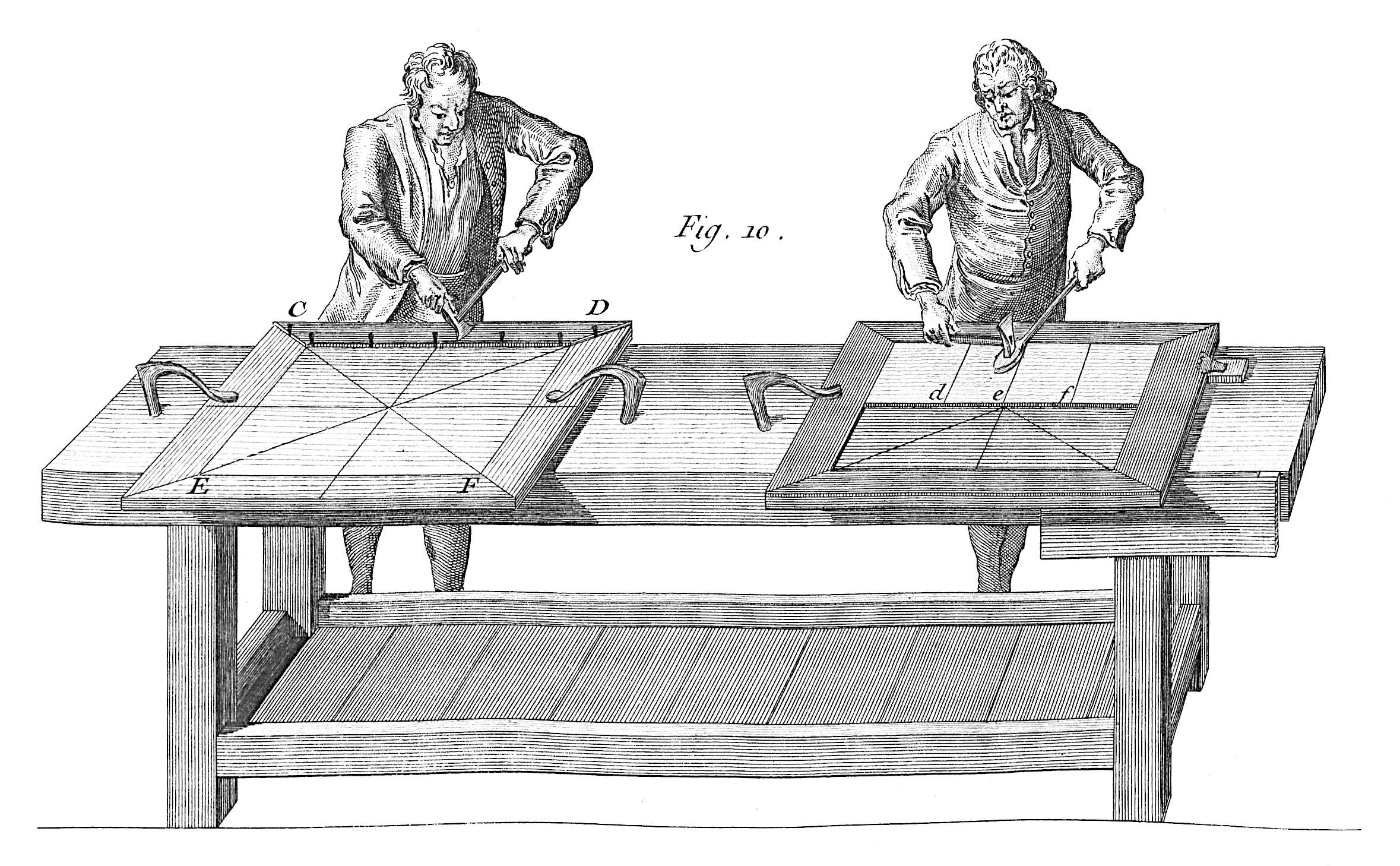
Illustration de L'Art du Menuisier (1769) montrant un établi avec des valets en usage.

## Catégories connexes
- Établi
- Butée d'établi